# فرمانده کین
فرمانده کین (انگلیسی: Commander Keen) یک بازی ویدئویی در سبک سکوبازی است که توسط ۳دی رلمز و در سال ۱۹۹۰ و در پلت‌فرم‌های لینوکس، مایکروسافت ویندوز و داس منتشر شده‌است.

## خلاصه داستان
در قسمت اول با عنوان "گرفتار در مریخ"، بیلی بلیز هشت ساله، یک نابغه کوچک، سفینه فضایی به نام "موشک غول‌پیکر لوبیا با بیکن" می‌سازد و با پوشیدن کلاه کاسکت فوتبال برادر بزرگترش، به فرمانده کین تبدیل می‌شود. یک شب وقتی والدینش بیرون از خانه هستند، به مریخ پرواز می‌کند تا کاوش کند. در غیاب او، ورتیکون‌ها چهار قطعه حیاتی سفینه را می‌دزدند و در شهرهای مریخی پنهان می‌کنند.
کین از میان شهرها و پایگاه‌های مریخی عبور می‌کند تا قطعات را پیدا کند، با وجود مقاومت مریخی‌ها و ربات‌ها. آخرین قطعه توسط یک ورتیکون محافظت می‌شود. کین به زمین بازمی‌گردد - در حالی که یک سفینه مادر ورتیکون‌ها را در مدار کشف می‌کند - و قبل از والدینش به خانه می‌رسد.
در قسمت "زمین منفجر می‌شود"، او از داخل سفینه مادر عبور می‌کند و سلاح‌های آن را غیرفعال می‌کند. در پایان متوجه می‌شود که ورتیکون‌ها تحت کنترل ذهنی موجود مرموزی به نام "اندیشه برتر" هستند که در واقع پشت حمله به زمین است.
در قسمت "کین باید بمیرد"، او از میان شهرها و پایگاه‌های سیاره اصلی ورتیکون‌ها می‌جنگد تا به اندیشه برتر برسد، که مشخص می‌شود رقیب مدرسه‌ای او مورتیمر مک‌مایر است. کین در نهایت او را شکست می‌دهد.